# Thomas Dunhill
Thomas Frederick Dunhill (Hampstead, 1º febbraio 1877 – Scunthorpe, 13 marzo 1946) è stato un compositore e sceneggiatore inglese. Le sue composizioni comprendono un ciclo di canzoni, Il vento tra le canne e un'operetta, Tantivy Towers.

## Biografia

### Primi anni
Dunhill nacque a Hampstead, a Londra, quarto dei cinque figli di Henry Dunhill (1842-1901) e di sua moglie Jane, nata Styles (1843-1922). Henry Dunhill era un produttore di sacchi, teloni e corde; Jane Dunhill gestiva un piccolo negozio di musica. Il loro figlio maggiore, Alfred in seguito fondò un'azienda di tabacco che porta il suo nome. Thomas fu educato alla North London High School for Boys e quando la famiglia si trasferì nel Kent, al Kent College, a Canterbury.
Nel 1893 Dunhill entrò al Royal College of Music studiando il pianoforte con Franklin Taylor, contrappunto con James Higgs e W.S. Rockstro e armonia con Walter Parratt. Nel 1894 iniziò a studiare composizione sotto Charles Villiers Stanford, di cui rimase allievo dopo aver lasciato il college, studiando con lui fino al 1901. Nel 1899 Dunhill fu il primo vincitore della Medaglia d'oro Tagore, assegnata ai migliori studenti del college.

### Primi del XX secolo
Dal 1899 al 1908 Dunhill fu assistente maestro di musica a Eton. Dal 1905 fece anche parte dello staff del Royal College of Music come professore di armonia e contrappunto. Iniziò una carriera come esaminatore presso l'Associated Board delle Royal Schools of Music, lavorando in Gran Bretagna e in gran parte dell'Impero britannico.
Dal 1907 al 1919 Dunhill presentò concerti di musica da camera a Londra, con opere di compositori britannici. Dopo il primo, nel giugno del 1907, The Times osservava:
Tra i compositori presenti nei primi concerti c'erano James Friskin, Joseph Holbrooke, Cecil Forsyth e William Hurlstone. In seguito Dunhill presentò opere di Ralph Vaughan Williams, Charles Wood, Eugene Goossens, Rutland Boughton, J. B. McEwen, Richard Walthew e Nicholas Gatty.
Durante questo periodo Dunhill stava componendo lavori orchestrali e da camera, canzoni e cicli di canzoni. Il suo ciclo The wind among the reeds, basato su quattro poesie di W B Yeats per tenore e orchestra, fu eseguito per la prima volta nel 1912 da Gervase Elwes in un concerto della Royal Philharmonic Society diretto da Sir Frederic Hymen Cowen. The Times scrisse: "Il signor Dunhill ha colto molto abilmente lo spirito delle poesie di Yeats e la sua musica trasmette bene il loro misticismo silenzioso e non forzato, i loro rapidi giri di umorismo e il snello flusso delle linee... L'ambientazione del signor Dunhill sembra sempre centrare l'essenziale e non è mai sforzata".
Nel mondo musicale di Londra Dunhill era diventata una figura di crescente importanza negli anni precedenti la prima guerra mondiale. Fu invitato a rivolgersi all'Associazione Musicale nel 1908 sul tema "L'evoluzione della melodia"; le sue osservazioni furono ampiamente riportate dalla stampa generale. Allo scoppio della guerra si unì agli Artists Rifles e in seguito divenne parte di un banda con le Guardie Irlandesi. Nel 1918 fu nominato direttore della Royal Philharmonic Society; presiedette la riunione del consiglio che riformò lo statuto della società dopo l'espediente bellico di controllo effettivo da parte di Sir Thomas Beecham.

### Operetta
Uno dei compositori che Dunhill ammirava molto era Arthur Sullivan. In genere evitò l'influenza di Sullivan nella sua musica, ma il suo studio sulla musica di Sullivan del 1928 aprì una nuova strada: c'erano state molte biografie e memorie, ma quello di Dunhill fu il primo libro di un musicista praticante ad analizzarne la musica. Oltre al libro del 1928, Dunhill arrangiò 15 album di musica per pianoforte di tutte le 14 opere di Gilbert e Sullivan.
Nel 1935 la musica di Dunhill arrivò ad un pubblico più vasto con l'opera comica Tantivy Towers su un libretto di A.P. Herbert. Andò in scena al Lyric Theatre, all'Hammersmith e poi al New Theatre di Londra per oltre 180 spettacoli. Fu ripresa nel 1935 con Maggie Teyte e Steuart Wilson nei ruoli principali. L'opera metteva ironicamente in contrasto i moderni tipi artistici di Chelsea con il tradizionale set filisteo della contea. Si riteneva che Dunhill avesse avuto più successo con l'ultima musica che per quella iniziale e fu criticato per aver evitato qualsiasi accenno di jazz nella sua musica di Chelsea.

### Ultimi anni
Dunhill era un sostenitore convinto delle organizzazioni dedicate all'assistenza dei suoi compagni musicisti: tra queste la Performing Right Society e il Benevolent Fund dei musicisti. Era direttore della Royal Philharmonic Society e Decano della Facoltà di Musica dell'Università di Londra. Era costantemente richiesto come esaminatore musicale, docente e giudice e tornò a insegnare, prima al Royal College, assumendo il corso di musica da camera, e poi a Eton, dove tornò durante la seconda guerra mondiale.
Come compositore le ultime opere di Dunhill comprendevano Four Original Pieces per organo op. 101 (1916), Elegiac Variations (1919–20), scritto in memoria di Hubert Parry, un balletto, Gallimaufry, presentato in anteprima ad Amburgo nel 1937, Trittico per viola e orchestra (1942) e un'ouverture, May Time (1945) presentato in anteprima ai the Proms diretto da Sir Adrian Boult. The Times definì l'ultima "un'overture popolare e senza pretese che si fa strada abbastanza allegramente e attingendo abilmente alla vera vitalità di un Morris e una delle migliori melodie di Morley". Il suo pezzo orchestrale più ragguardevole fu la Sinfonia in la minore composta diversi anni prima, ma eseguita per la prima volta a Belgrado nel 1922.
In un momento in cui la musica di Elgar era fuori moda, Dunhill ne era un forte sostenitore. Il suo libro del 1938 sul compositore combinava biografia e analisi musicale. The Times Literary Supplement elogiò Dunhill per la sua analisi accessibile e per "un ritratto disegnato da uno che lo conosceva e lo amava molto".
Tra le onorificenze assegnate a Dunhill vi furono la Cobbett Chamber Music Medal (1924), di cui fu il primo destinatario, un dottorato onorario alla Durham University (1940) e borse onorarie della Royal Academy of Music (1938) e del Royal College of Music (1942).

### Vita privata
Nel 1914 Dunhill sposò Mary Penrose Arnold, pronipote di Matthew Arnold, suo prozio e pronipote di Thomas Arnold, suo bisnonno. Dal matrimonio erano nati due figli e una figlia. Mary Dunhill morì nel 1929. Nel 1942 Dunhill sposò Isabella Simpson Featonby.
Dunhill morì nella casa di sua suocera a Scunthorpe, a 69 anni.

## Composizioni
- The Wind among the Reeds (ciclo di canzoni, tenore e orch.) (1912)
- Quattro pezzi originali per organo Op. 101 (organo) (1916)
- The King's Threshold (overture)
- Dance Suite per archi
- Variazioni su una vecchia melodia inglese (violoncello e orchestra)
- The Chiddingfold Suite (orchestra d'archi)
- Tantivy Towers
- Variazioni elegiache in memoria di Hubert Parry (Festival di Gloucester 1922)
- Sinfonia in la minore (1916,[14] Belgrado 1922)
- Quartetto in si minore (pianoforte ed archi)
- Quintetto in mi bemolle (pianoforte, fiati e archi)
- Fantasia trio (pianoforte, violino e viola)
- Suite fantasia in sei brevi movimenti (clarinetto e pianoforte), op. 91
- Fantasia per quartetto d'archi
- Sonate per violino e pianoforte, n. 1 in re, n. 2 in fa
- Canzoni e brani di canzoni (vari)
- 3 cantate per bambini (John Gilpin; Sea Fairies; The Masque of the Shoe)
- Pezzi per pianoforte per bambini (vari)
- Pezzi per violino; Pezzi per violoncello (vari)
- Suite lirica; fagotto e pianoforte
- Una canzone di Erin
- Cornucopia; sei miniature per corno e pianoforte

Piping Times Book 3 -- Un libro di melodie per flauti di bambù

## Scritti
- Chamber Music: A Treatise for students (Macmillan, London 1913)
- "Edward German, An Appreciation" in Musical Times, Vol. 77, No. 1126 (Dec. 1936), pp. 1073–1077.
- Sullivan's Comic Operas – A Critical Appreciation (Edward Arnold, London 1928).
- Sir Edward Elgar (Blackie & Son, London, 1938)